# 河泊所遗址
河泊所遗址位于云南省昆明市晋宁区上蒜镇河泊所村附近，滇池东南岸，是古滇文化的核心居址区，时代为商代至汉代，遗址总面积12平方千米，核心区面积3平方千米，与东北700余米的石寨山古墓群有密切关系。
2011年11月，公布为晋宁县文物保护单位；2019年2月，公布为云南省文物保护单位；2019年10月，公布为全国重点文物保护单位。2022年12月，国家文物局批准石寨山考古遗址公园立项。河泊所遗址入选2024年度全国十大考古新发现。

## 勘探发掘
1954年前后，云南省博物馆发现河泊所遗址，认为是新石器时代贝丘遗址。2008至2010年，云南省文物考古研究所与密歇根大学人类学系合作，对滇池东南岸、南岸和西岸进行系统的考古调查，并确认河泊所遗址属青铜时代，是石寨山文化的核心居址。2014年起，云南省文物考古研究所数次对河泊所遗址进行勘探和发掘，至2023年已正式发掘10个地点，发掘面积累计约7,000平方米。发掘出大量封泥、木牍残片、铁器、铜器、石器、骨器、砖瓦等，发现大量房屋基址、墓葬、瓮棺、灰坑、道路、河道、田埂、田块、水井等。出土的封泥包括官印封泥和私印封泥，官印封泥较多，有“滇国相印”“益州太守章”“建伶令印”“同劳丞印”等，涵盖益州郡24县中的20个。

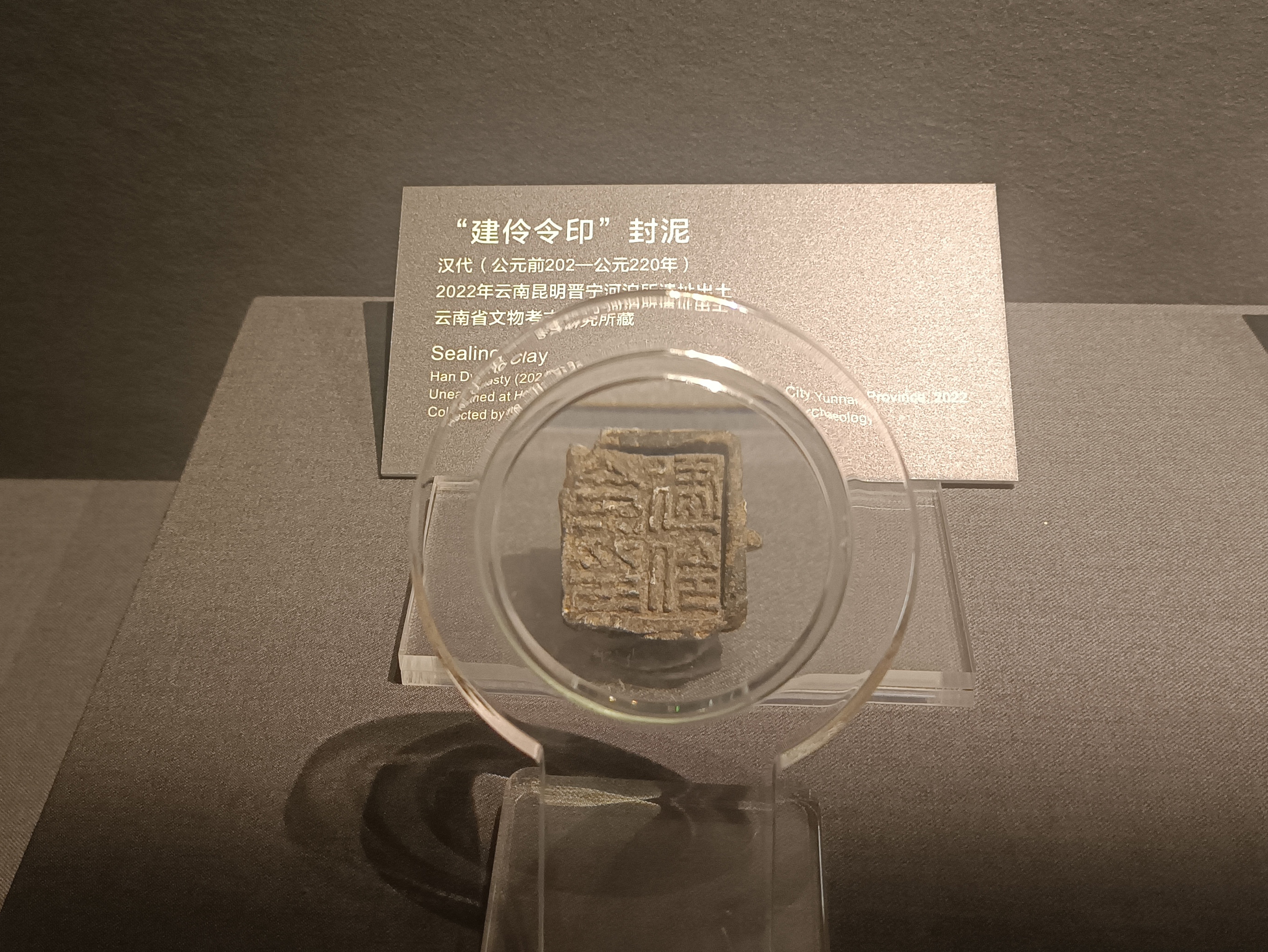
“建伶令印”封泥，汉代，云南省文物考古研究所藏
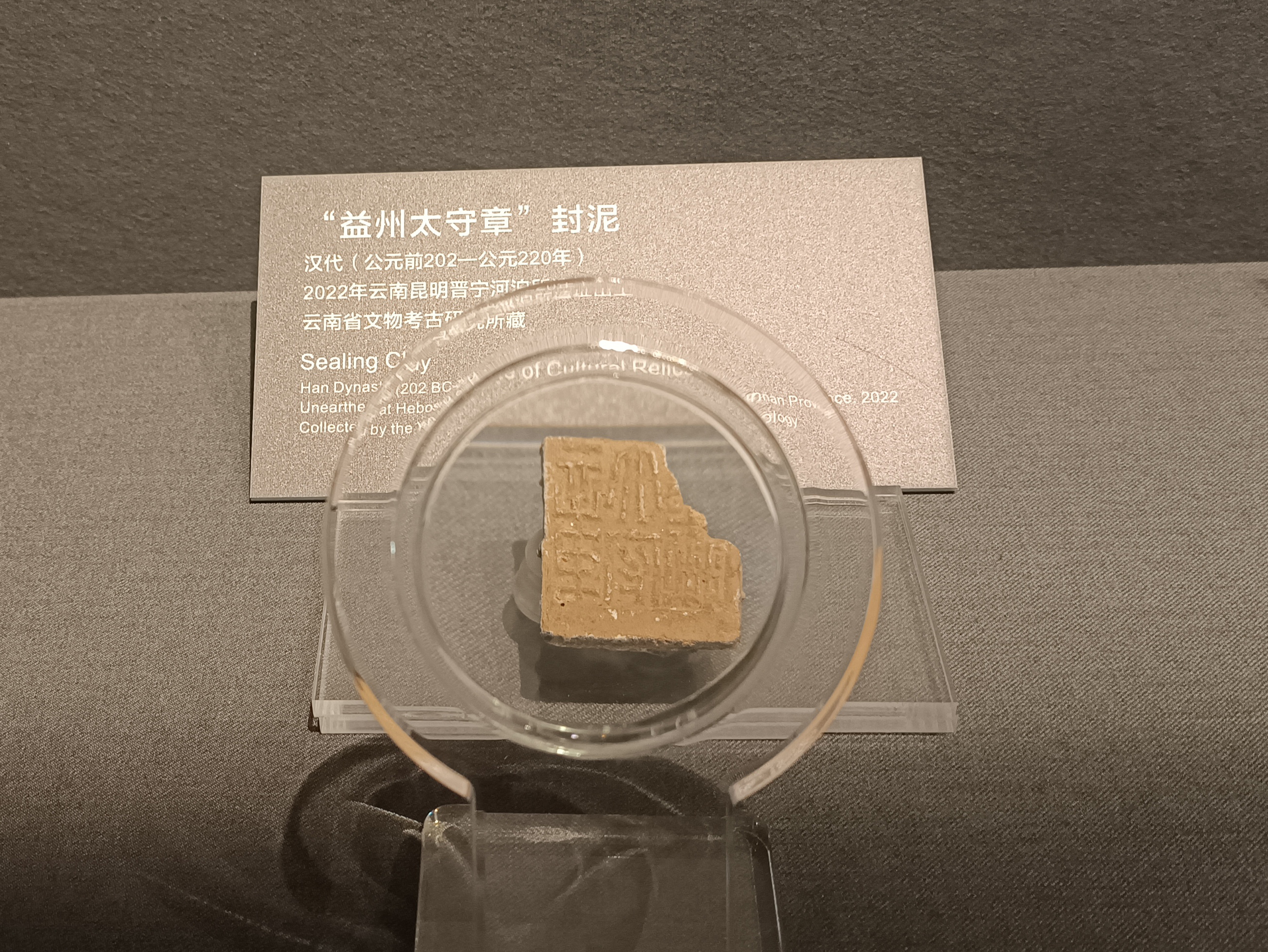
“益州太守章”封泥，汉代，云南省文物考古研究所藏
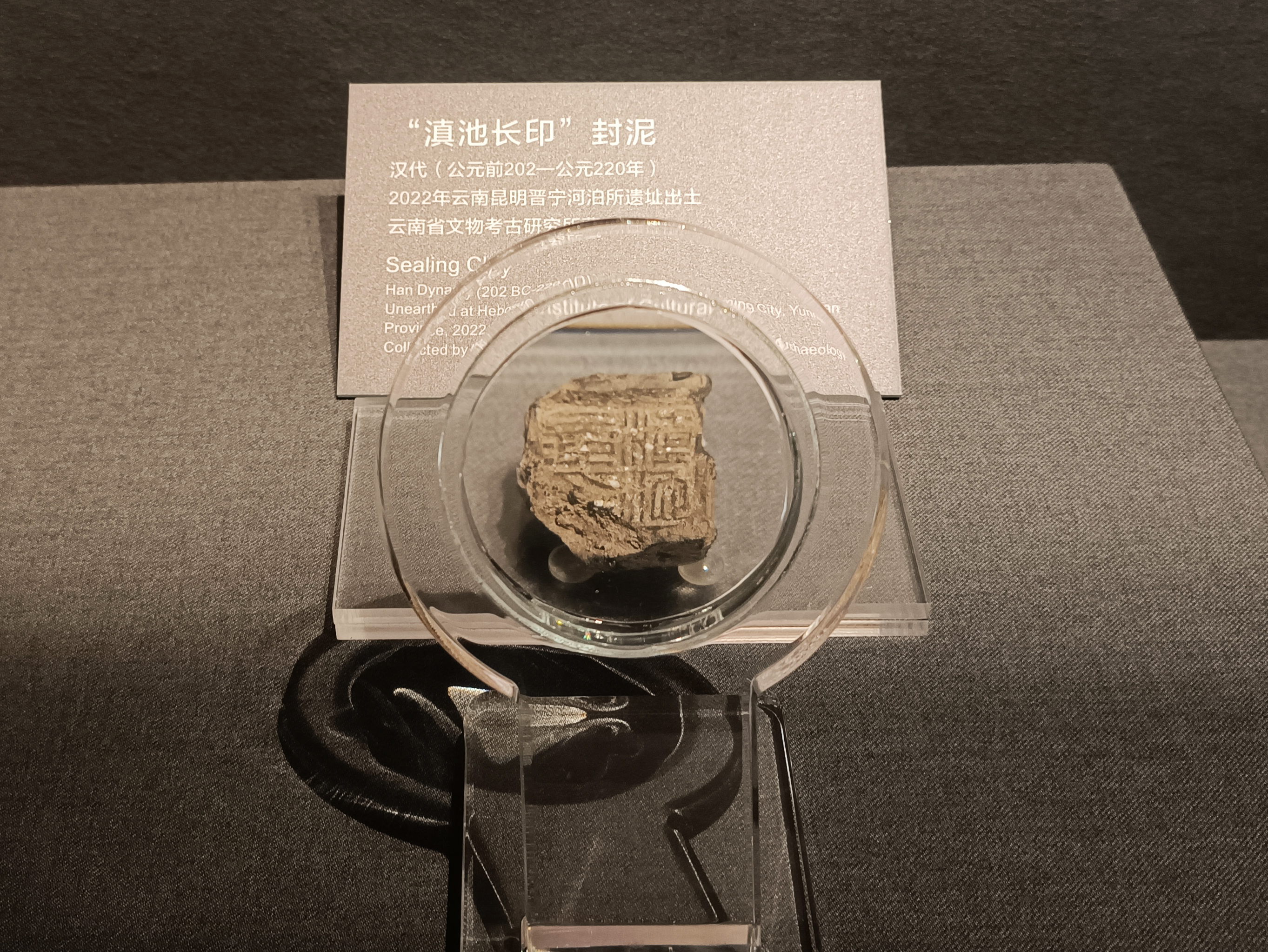
“滇池长印”封泥，汉代，云南省文物考古研究所藏

## 意义
河泊所遗址进一步证明了滇国的存在，补充了《史记》等史籍中对滇国极为有限的记载。“滇国相印”封泥的出土，说明西汉置益州郡、赐滇王王印时，还设立了“滇相”，是了解滇国归附后的政治制度的重要线索。出土的大量封泥、简牍是西汉时期中央政府对云南行使治权的实物证据。出土的大量封泥、简牍和建筑、道路遗址还表明，该地很可能是西汉设置的益州郡的郡治治所。